# Gnophos quadrimaculata
Gnophos quadrimaculata är en fjärilsart som beskrevs av Pierre Chrétien 1913. Gnophos quadrimaculata ingår i släktet Gnophos och familjen mätare. Inga underarter finns listade i Catalogue of Life.